# Rui Freire de Andrada
Rui Freire de Andrada (? - Mascate, Setembro de 1633) foi um militar português.

## Biografia

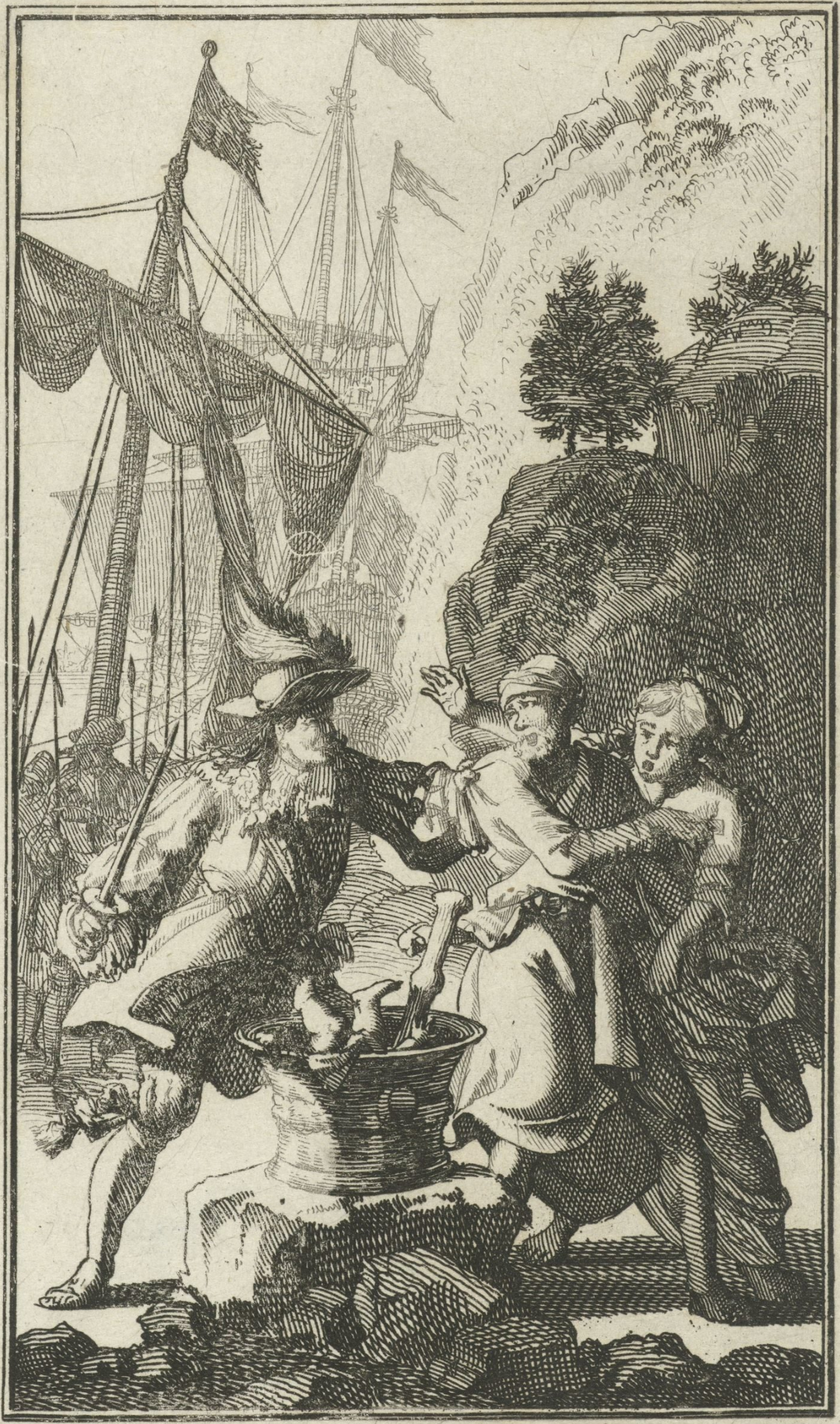
Representação de uma história contada por Jean de Thévenot na sua obra Voyages tant en Europe qu'en Asie et en Afrique (1689), em que Freire de Andrada teria, ao chegar ao golfo Pérsico, obrigado uma mãe e um pai a matar o próprio filho num almofariz (gravura de Jan Luyken)

Em janeiro de 1619, com o cargo de "General do Mar de Ormuz e costa da Pérsia e Arábia", partiu de Lisboa para a região do golfo Pérsico, com instruções para dispersar os Ingleses, que haviam fundado uma feitoria em Jâsk desde 1616, pressionando os Persas, em parte desalojando-os da guarnição na ilha de Qeshm e ali erguendo uma fortificação portuguesa.
Em 8 de maio de 1621 iniciou a construção do Forte de Queixome (Qeshm), para assegurar o suprimento de água potável para Ormuz. Este ato foi considerado como um sinal de hostilidade declarada pelo Xá da Pérsia, que, em 1622, com o apoio de forças árabes, conseguiu capturar Julfar aos Portugueses.
Após a perda de Ormuz, ainda por uma década as forças Portuguesas, sob o comando de Rui Freire de Andrada, empreenderam diversas tentativas para reconquistá-la: militarmente em 1623, 1624, 1625 e 1627, e diplomaticamente em 1631, todas sem sucesso.
Com a queda de Ormuz, os Portugueses fixaram a sua nova base em Mascate, estabelecendo em 1623 uma feitoria em Baçorá, na foz do rio Eufrates. Nesse mesmo ano, Rui Freire de Andrada reocupou o Forte de Soar, perdido no ano anterior para os Persas e uma nova base de operações foi estabelecida em Caçapo na península de Moçandão.
Rui Freire de Andrada faleceu em Setembro de 1633, sendo sepultado na Igreja de Santo Agostinho, em Mascate. Após a sua morte, no período que se estendeu até 1635, tratados de paz foram celebrados com os Persas e com os Ingleses.

## Romances históricos
- Magalhães, Miguel de Cours "Ormuz: a saga heróica de Freyre de Andrade na Arábia, Pérsia e Ìndia. - Lisboa: Planeta, 2007